# De Leon
De Leon é uma cidade localizada no estado norte-americano do Texas, no Condado de Comanche.

## Demografia
Segundo o censo norte-americano de 2000, a sua população era de 2433 habitantes.
Em 2006, foi estimada uma população de 2409, um decréscimo de 24 (-1.0%).

## Geografia
De acordo com o United States Census Bureau tem uma área de
5,4 km², dos quais 5,4 km² cobertos por terra e 0,0 km² cobertos por água. De Leon localiza-se a aproximadamente 390 m acima do nível do mar.

## Localidades na vizinhança
O diagrama seguinte representa as localidades num raio de 36 km ao redor de De Leon.